# Malika Mokeddem
(Malika Mokkedem, da Storia di sogni e di assassini, parole della protagonista Kenza)
Malika Mokeddem (Kénadsa, 5 ottobre 1949) è una scrittrice algerina.

## Biografia
Malika Mokeddem, nata e cresciuta a Kénadsa, ha studiato medicina all'università di Orano prima di essere costretta, per motivi politico-religiosi, a lasciare il suo paese e a trasferirsi in Francia. Qui ha esercitato la professione medica e, negli anni novanta, ha conosciuto il successo con il romanzo semi autobiografico Gente in cammino. La vicenda racconta di una vecchia nomade di nome Zohra, che fin da bambina sogna di evadere dai confini del mondo patriarcale in cui è nata. Questo sogno di libertà ed emancipazione viene trasmesso a sua nipote, Leyla, che riuscirà a realizzarlo. 

Mentre il suo popolo combatte contro il colonialismo francese, la giovane conduce una dura lotta personale: riuscirà a studiare, a viaggiare, a vivere secondo i suoi ideali di persona non sottomessa. Ideali pagati a caro prezzo: la fuga dall'Algeria e l'esilio.

## Opere
Di seguito viene riportato l'elenco delle opere della scrittrice algerina, con il titolo dell'edizione italiana (per le opere edite in Italia) e tra parentesi il titolo originale e l'anno di pubblicazione.
- Gente in cammino (Les Hommes qui marchent, 1990)
- (Le Siècle des sauterelles, 1992)
- (L'interdite, 1993)
- Storia di sogni e assassini (Des rêves et des assassins, 1995)
- (La Nuit de la lézarde, 1998)
- (N'zid, 2001)
- (La transe des insoumis, 2003)
- (Mes hommes, 2005)
- (Je dois tout à ton oubli, 2008)
- (La désirante, 2011)